# Луденяска
Луденяска (рум. Ludăneasca) — село у повіті Телеорман в Румунії. Входить до складу комуни Ресмірешть.
Село розташоване на відстані 63 км на південний захід від Бухареста, 20 км на схід від Александрії, 145 км на схід від Крайови.

## Населення
За даними перепису населення 2002 року у селі проживали 203 особи, усі — румуни. Усі жителі села рідною мовою назвали румунську.